# سايوز 7ك-1ل

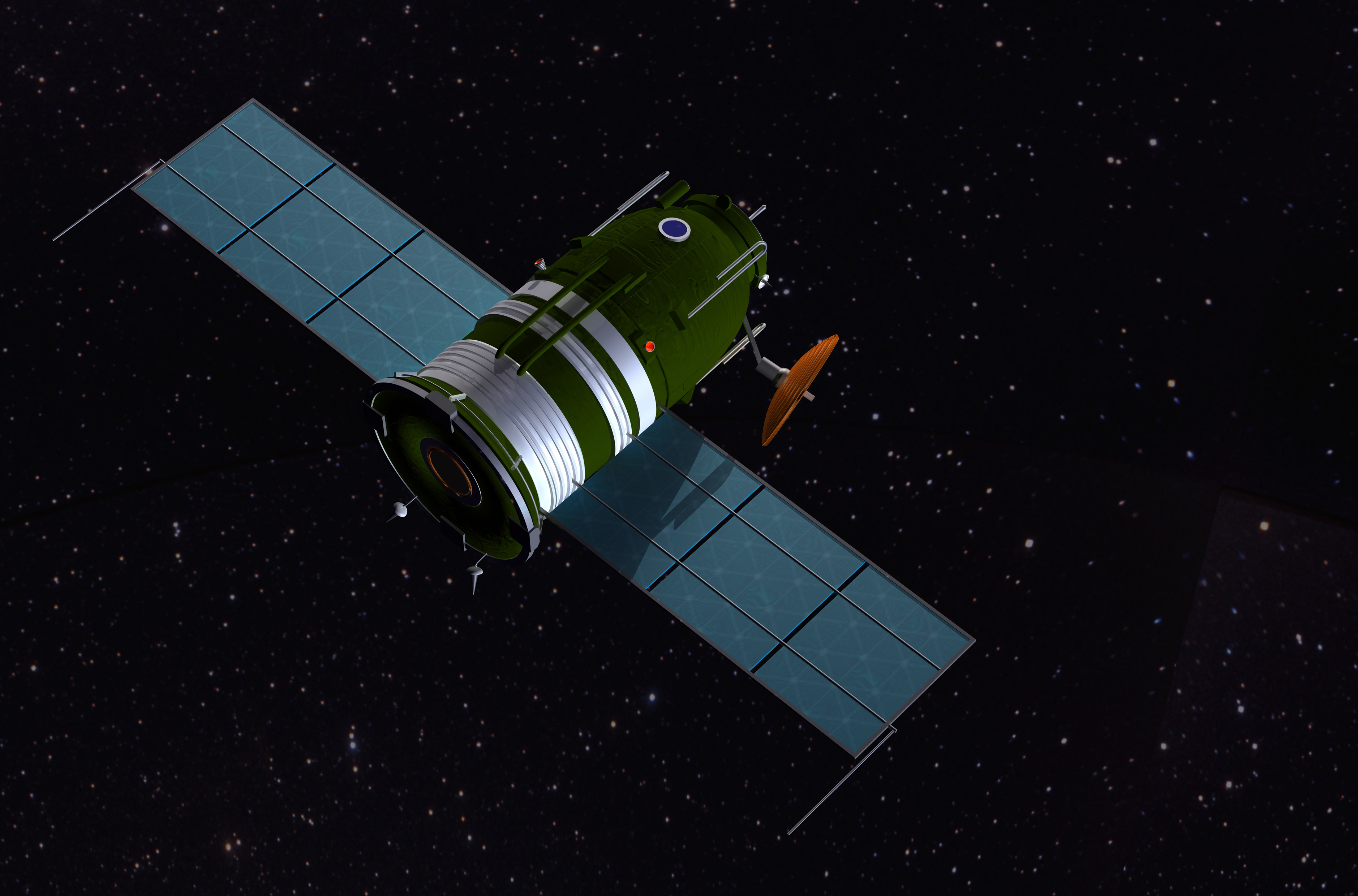
انطباع فنان من طراز سويوز 7K -L1 في طريقها إلى القمر.

 سويوز 7K -L1 «مركبة زوند» تم تصميم المركبة الفضائية لإطلاق الرجال من الأرض للدوران حول القمر دون الخوض في مدار حول القمر في سياق برنامج مون التحليق المأهول السوفيتي في سباق القمر. أنه يستند إلى سويوز 7K -OK مع عدة مكونات تجريده من تقليل وزن السيارة. وتضمنت التعديلات أبرز إزالة الوحدة المدارية (تم استبدال المركبة المدارية التي كتبها مخروط الدعم وهوائي مكافئ عالية الربح) والمظلة الاحتياطية. وإضافة منصة الدوران والملاحة نجم أجهزة استشعار للملاحة الفضاء البعيد. وكانت المركبة الفضائية قادرة على تحمل رائدي فضاء. في البداية، كانت هناك مشاكل خطيرة الموثوقية مع كل من الصاروخ الجديد بروتون،بروتون 7K -L1 ، ومماثلة مركبة الفضاء سويوز جديدة.
في حين كان كبير المصممين سيرجي كوروليوف تصوره أصلا مركبة فضائية قمرية مأهولة أطلقت في القطع التي كتبها R-7 التعزيز وتجميعها في مدار حول الأرض، حالة كبيرة UR-500 معززة فلاديمير شيلومي قد جعلت من الناحية النظرية من الممكن القيام بهذه المهمة في عملية إطلاق واحدة. ومع ذلك، كما اقترح شيلومي تلقاء نفسه، تنافس المركبة الفضائية على سطح القمر، وأعطى LK-1، ورئيس الوزراء السوفييتي نيكيتا خروشوف موافقته في أغسطس 1964. وبعد ذلك بشهرين، تم طرد خروتشوف عن السلطة وفقدت شيلومي الراعي الرئيسي له. في نهاية السنة، أحيت كوروليف اقتراحه لسفينة الفضاء سويوز، ولكنه أخفى نواياه الحقيقية من خلال الفواتير أنها مجرد وسيلة المدارية الأرض لاختبار الالتقاء والالتحام المناورات. في أكتوبر 1965، قبل مجرد ثلاثة أشهر من وفاته، ومنحت كوروليف على موافقة رسمية لتطوير مركبة فضائية مأهولة على سطح القمر، الذي سيكون سويوز تعديلها. ستطلق هذا نحو القمر على UR-500 وتصدرت مع المرحلة بلوك D قيد التطوير من قبل مكتب OKB-1.
كما ذكر أعلاه، كوروليف أصلا لسويوز القمر ليتم تجميعها في قطع في مدار حول الأرض لأنه إما لا يعتقد أن في UR- 500 ما يكفي من قدرة رفع أو كان آمنا بما فيه الكفاية للقيام بذلك في عملية إطلاق واحدة. ومع ذلك، عندما توفي في يناير كانون الثاني عام 1966، جادل خليفته كرئيس لل OKB -1،فاسيلي مشين، أنه كان من الممكن بالتأكيد لخلع سويوز بما فيه الكفاية لإطلاق على UR- 500 .
مع أول أربعة  اختبار من دون طيار (انظر أدناه) أن تكون ناجحة جزئيا أو غير ناجحة، من بينهم اثنان تحت اسم مفتوح المشترك «كوزموس» كما في أي اختبارالمركبة الفضائية السوفيتية، وكانت مهمة 02-07 مارس 1968، والقرارات اللاحقة الرحلات الجوية من L1 المركبة الفضائية تحت مفتوحة تسمية «مركبة Zond» التي أعطيت من قبل السوفييت للبعثات اختبار إلى الفضاء البعيد. 
جعل جميع L1 / مركبة Zond المركبة الفضائية غير المأهولة رحلات فقط 1967-70، من (مركبة Zond 4 إلى مركبة Zond 8)، وأربعة من هؤلاء مركبة Zond خمس رحلات تعانى من الأعطال. 

## الجدول الزمني المخطط لها

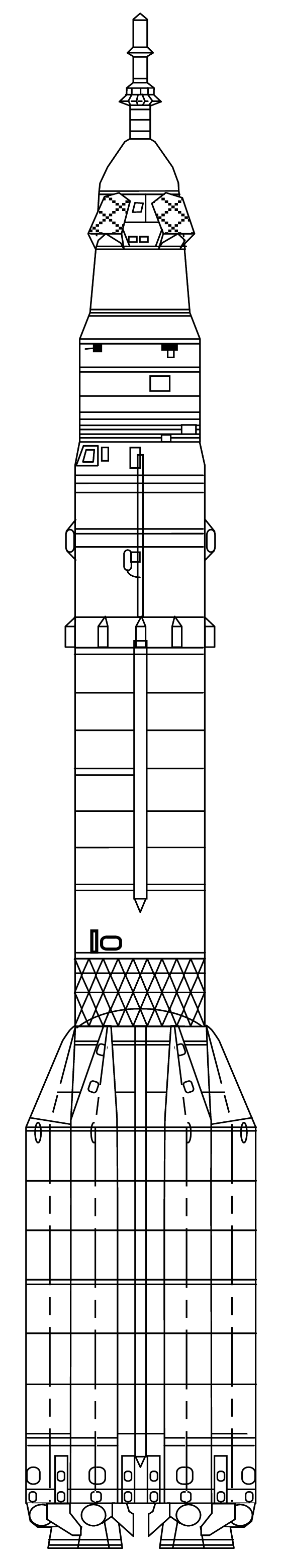
بروتون 7K -L1 التكوين مركبة الإطلاق

اعتبارا من عام 1967، الجدول الزمني لإطلاق سويوز 7K -L1 كان: 
المهمة
- 2P -وضع بلوك D مرحلة -Feb أو مارس 67
- 3P -same -Mar 67
- 4L -Unmanned التحليق القمر -مايو 67 (أطلق الواقع في 27 أيلول 1967، فشل معززة)
- 5L -Unmanned التحليق القمر -Jun 67 (بدأ فعلا في 22 نوفمبر 1967، وفشل معززة)
- 6L -Manned التحليق القمر -Jun أو يوليو 67
- 7L و 8L -Manned القمرية عملية تحليق -Aug 67 (7L بدأت فعلا في 23 أبريل 1968 كما مركبة زوند، فشل معززة؛ 8L بدأت فعلا في 21 يوليو 1968، انفجار معززة)
- 9L و 10L القمر -Manned عملية تحليق -Sep 67 (10L تعتزم اطلاق كما مركبة Zond 9 ، إلغاء)
- 11L 12L وعملية تحليق القمر -
- Manned -Oct 67 13L -Reserve المركبة الفضائية (أطلق بالفعل في 20 يناير عام 1969 مركبة Zond 1969A ، فشل معززة؛)

في يوليو 1968 واقترح أن L1 المركبة الفضائية ستطلق كل شهر، وسيكون أول مهمة مأهولة يكون في ديسمبر 1968 أو يناير 1969 بعد 3-4 رحلات غير مأهولة ناجحة. في ديسمبر 1968 تم وضع مواعيد ل ثلاث بعثات L1 مأهولة إلى مارس ومايو ويوليو 1969. وأخيرا، في سبتمبر 1969 تم تعيين رسميا مهمة واحدة L1 المأهولة ل أبريل 1970 . 

## روابط خارجية
- Very detailed information about the Soyuz 7K-L1 used in Zond 4-8
- Detailed 7K-L1 pictures
- Radios in Zond spacecraft
- Space mission timeline
- Exploring the Moon: the Zond Missions